# Џевдет Бајрај
Џевдет Бајрај (алб. Xhevdet Bajraj; Понорац, 6. март 1960 — Мексико Сити, 22. јун 2022) био је албански песник и сценариста са Косова и Метохије.

## Биографија
Рођен 6. марта 1960. године у Понорацу, добио је азил у Мексику као избеглица захваљујући Међународној скупштини писаца која му је понудила избор између Француске, Италије или Мексика. Побегао је од Рата на Косову и Метохији у мирнији Мексико Сити где је живео са супругом (лекарком) и двоје деце.
Преминуо је 22. јуна 2022. у Мексико Ситију од тумора на мозгу.

## Књиге
- Слобода ужаса (2000)

## Сценарији
- (2002)